# Јеврејско питање
Јеврејско питање, такође и јеврејски проблем, била је распрострањена дебата у европском друштву 19. и 20. вијека која се односила на одговарајући статус и третираће Јевреја. Дебата, која је била слична другим „националним питањима”, бавила се грађанским, правним, националним и политичким статусом Јевреја као мањине у друштву, нарочито у Европи током 18, 19. и 20. вијека.
Дебата је почела са еманципацијом Јевреја у западноевропским и средњоевропским друштвим током Доба просветитељства и послије Француске револуције. Питања дебата су укључивала правне и економске недостатке Јевреја (као што су јеврејске квоте и сегрегација), јеврејску асимилацију и јеврејско просветитељство.
Овај израз користе антисемитски покрети од 1880-их па надаље, што је кулминирало нацистичком фразом „Коначно рјешење јеврејског питања”. Слично, израз су користили заговорници и противници успостављања аутономне јеврејске домовине и суверене јеврејске државе.

## Историја „Јеврејског питања”
Израз „Јеврејско питање” је први пут употријебљен у Великој Британији око 1750. када је израз коришћен током дебата везаних за Акт о натурализацији Јевреја из 1753. године. Према истраживачу Холокауста Луси Давидович, израз „Јеврејско питање”, када је уведен у западној Европи, био је неутралан израз за негативан став према очигледној и упорној посебности Јевреја као народа у позадини растућег политичког национализма и нових националних држава. Давидович тврди да су „историје јеврејске асимилације и европског антисемитизма препуне понуђених ’рјешења за јеврејско питање’”.
Питање је разматрано и у Француској (фр. la question juive) након револуције 1789. године. О томе се расправљало у Њемачкој 1843. у расправи Бруна Бауера „Јеврејско питање” (њем. Die Judenfrage). Тврдио је да Јевреји могу постићи политичку елманципацију само ако оставе своју религијску свијест, јер је предложио да је за политичку еманципацију потреба секуларна држава. Бауерове закључке је оспорио Карл Макс у свој есеју „О јеврејском питању” (њем. Zur Judenfrage), у коме тврди да се потпуна еманципације не може догодити без економске еманципације од неједнакости.
У расправи Теодора Херцла „Држава Јевреја” (њем. Der Judenstaat) из 1898, заговара се ционизам као „савремено рјешење за јеврејско питање” стварањем независне јеврејске државе, по могућности у османској Палестини.
Према Оту Дов Кулки са Хебрејског универзитета у Јерусалиму, израз је постао широко распрострањен у 19. вијеку када је коришћен у расправа о еманципацији Јевреја у Њемачкој (њем. Judenfrage). У 19. вијеку написане су стотине трактата, памфлета, новинских чланака и књига на ту тему, од којих су многе нудиле рјешење као што су пресељење, депортација или асимилација јеврејског становништва. Слично, написано је на стотине радова који се супротстављају овим рјешењима и умјесто њих нуде рјешења као што су реинтеграција и образовање. Ова дебата, међутим, није могла да одлучи да ли је проблем јеврејског питања више везан са проблемима које постављају противници њемачких Јевреја или обрнуто: проблем који је постојање њемачких Јевреја представљао њиховим противницима.
Од око 1860, израз се користио са све већом антисемитском тенденцијом: Јевреји су под овим изразом описани као камен спотицања за идентитет и кохезију њемачке нације и као непријатељи Нијемаца у њиховој земљи. Антисемити као што су Вилхелм Мар, Карл Еуген Диринг, Теодор Фрич, Хјустон Стјуарт Чемберлен, Пол де Лагард и други, прогласили су то расним проблем који се не може ријешити кроз интеграцију. То су истакли како би појачали своје захтјеве за „дејеврејизацијом” штампе, образовања, културе, државе и привреде. Такође су предложили осуду бракова између Јевреја и нејевреја. Користили су овај израз да би истиснули Јевреје са њихових наводно друштвено преовлађујућих положаја.
Темом су се бавили и сами Јевреји, као што је приказано у научнофантастичној књизи Мартина Саломонског „Два у другој земљи” (њем. Zwei im andern Land) из 1934, која замишља уточиште за Јевреје на Мјесецу.
Најзлогласнија употреба овог израза била је она нацистичка почетком и средином 20. вијека. Нацисти су спроводили оно што су назвали „Коначним рјешењем јеврејског питања” кроз Холокауст током Другог свјетског рата, када су покушали да истријебе европске Јевреје.